# アフトゥバ川
アフトゥバ川（アフトゥバがわ、ロシア語: Ахтуба, ラテン文字表記: Akhtuba / Achtuba）は、ロシアを流れるヴォルガ川水系の河川で最大の派川である。
ヴォルゴグラード市のすぐ上流でヴォルガ川の左岸（東側）地点（北緯48度49分00秒 東経44度41分17秒 / 北緯48.8167度 東経44.6880度座標: 北緯48度49分00秒 東経44度41分17秒 / 北緯48.8167度 東経44.6880度）から分かれ、ヴォルガ川本流と平行にヴォルゴグラード州とアストラハン州を流れ、ヴォルガ川三角州およびカスピ海へと流れる。かつての分流点はヴォルガ水力発電所のある人工湖ヴォルゴ湖に沈んでいる。現在のアフトゥバ川は、ヴォルゴ湖ダムの下流に造られた長さ6.5kmの運河を起点としている。
アフトゥバ川のほとりや近くにある街には、分流点にあるヴォルシスキーをはじめ、レニンスク、ズナメンスク、アフトゥビンスク、ハラバリなどがある。中世まではアフトゥバ川やヴォルガ川最下流の流れるキプチャク草原はテュルク系遊牧民族の世界であり、モンゴル帝国が築いたジョチ・ウルスの首都で中世有数の大都市バトゥ・サライもアフトゥバ川沿いのハラバリ付近にあったと考えられる。
ヴォルガ川とアフトゥバ川に挟まれた地域はヴォルガ＝アフトゥバ平原と呼ばれる氾濫原で、ロシア有数の野菜生産地である。特にロシアで消費されるスイカの主要な産地でもある。また、氾濫原には広大な草地、水域およびヨーロッパナラの樹林があり、渡り鳥の休憩地、営巣地と産卵場となっており、2011年にユネスコの生物圏保護区に指定された。